# 横浜オデヲン座
横浜オデヲン座（よこはまおでおんざ、1911年12月 - 1973年 / 1985年 - 2000年）は、かつて横浜市中区に存在した日本の映画館である。オデヲン座として開業、のちに横浜東亜映画劇場（-とうあえいがげきじょう）、横浜松竹映画劇場（-しょうちく-）、連合国軍占領下ではオクタゴンシアターと改称した。

## 所在地・略歴
1. 横浜市中区長者町6-104 （1911年12月 - 1973年 / 1985年 - 2000年）
  1. 1911年12月 オデヲン座
  2. 1942年 横浜東亜映画劇場
  3. 1942年以降 横浜松竹映画劇場
  4. 1945年10月 オクタゴンシアター
  5. 1955年11月 横浜松竹映画劇場
  6. 1973年2月 閉館
  7. 1985年7月 横浜オデヲン座
  8. 2000年7月7日  閉館
2. 横浜市中区曙町1-3 （1947年4月 - 現存せず）
  1. 1947年4月 横浜オデヲン座
  2. 1956年3月7日 横浜新東宝映画劇場
  3. 1961年8月5日 横浜東急[注釈 1]
  4. 1965年5月11日 横浜東亜映画劇場[注釈 2]
  5. 1979年4月8日 閉館[1][注釈 3]

## 略歴・概要

### 賑町

#### オデヲン座→松竹映画劇場の時代
1911年（明治44年）12月25日、横浜市賑町（現在の同市中区長者町6-104）に、「オデヲン座」として創業した。日本最初の洋画専門館である。ドイツ人貿易商であるニーロップ商会のリヒァルド・ウェルデルマン（リチャード・ヴェルダーマン、リチャード・ワダマン）が創立し、第一次世界大戦勃発のため敵国人が経営者では不都合だと言うことで、1914年義弟に当たる平尾榮太郎の平尾商会が経営を引き受けた。平尾商会が輸入したフィルムを他館に先駆けて、同館で上映。当初はM・パテー商会（現在の日活の前身のひとつ）と特約を結んだ。同社が輸入する洋画を全国に先駆けて上映した有料試写施設となった。新作公開を意味する「封切り」は、この劇場から生まれた言葉だとされる。
賑町は芝居小屋がならぶ街で、「オデヲン座」の斜め前には「喜楽座」（現在の横浜日活会館）があり、並びには芝居小屋の「賑座」（1880年開業、1915年「朝日座」と改称、現存せず）があり、大通りを隔てた松ケ枝町（現在の同区伊勢佐木町2丁目）には、1908年（明治41年）開業の映画館「横浜電気館」（現存せず、電気館の項を参照）があった。
1923年（大正12年）9月1日の関東大震災で被災して倒壊。館主の平尾榮太郎も被災して死去する。本来のオーナーであるウェルデルマンも帰国することとなり、1924年（大正13年）1月にクラリネット奏者の六崎市之介の経営に移って建て替え、経営も再建した。サイレント映画に管弦楽団の演奏を加え、人気となった。作家・北村薫の実父で、横浜市に生まれ育った宮本演彦（1902年 - 1992年）は、中学3年の頃からオデヲン座によく通っており、1926年（大正15年）に公開された衣笠貞之助監督作『狂つた一頁』も見ていたという。1929年（昭和4年）にはトーキーシステムを導入した。1936年（昭和11年）4月に鉄筋コンクリート造4階建てに改築され、定員1,245人の大劇場となった。
1940年（昭和15年）以降、洋画の規制が強化されたため経営は松竹に委託され、1942年（昭和17年）「横浜東亜映画劇場」と改称した。『爆撃飛行隊』（1939年）や『ハワイ・マレー沖海戦』（1942年）等の邦画を上映する事になり、次いで「横浜松竹映画劇場」となる。このとき、建物は買い戻し特約付きで松竹に譲渡した。

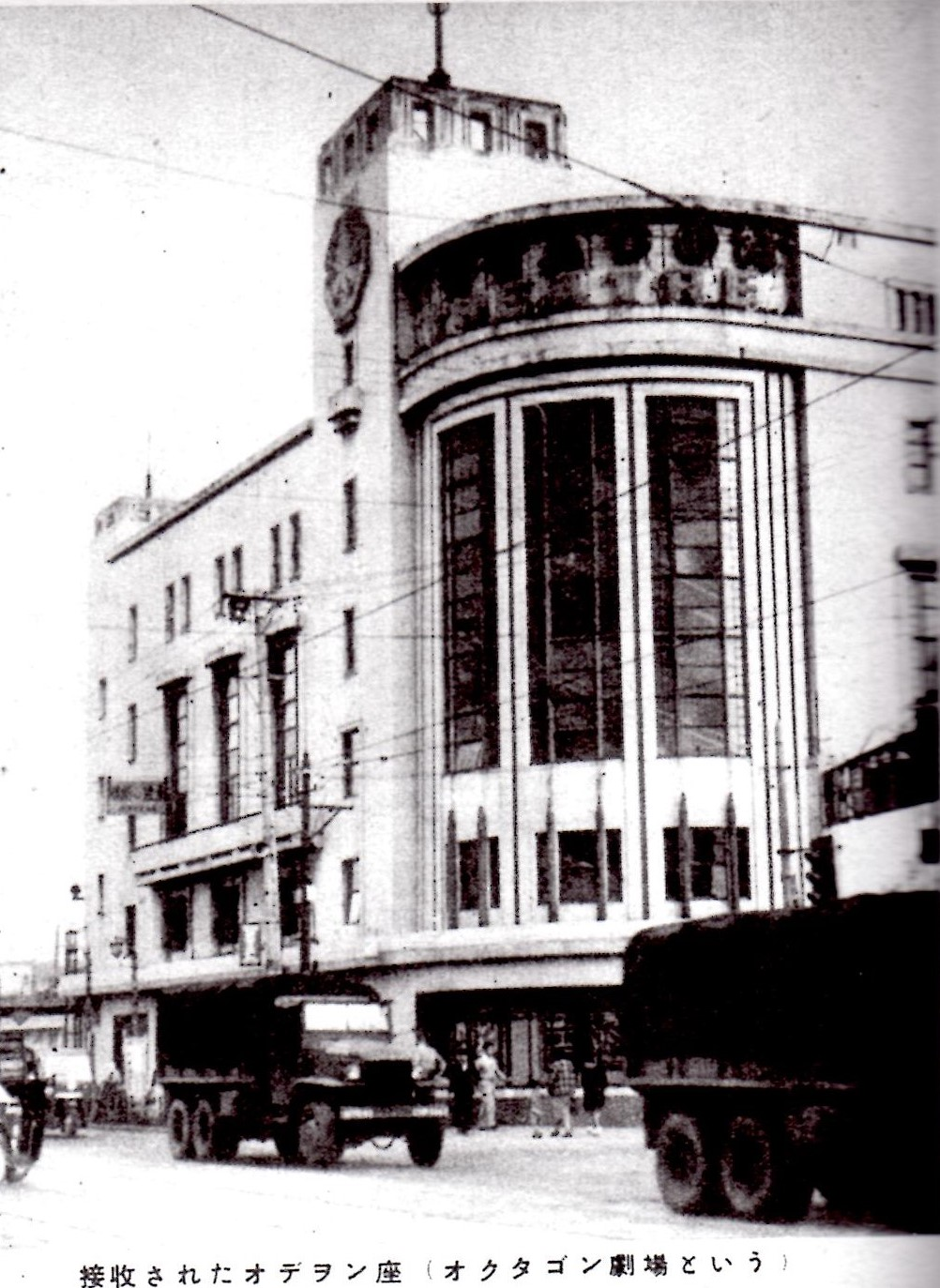
オクタゴンシアター時代

1945年（昭和20年）8月15日の第二次世界大戦の終戦後、同年9月30日に営業を終え、同年10月2日の総司令部設置以降の時期に進駐軍に接収され、「オクタゴンシアター」として運営される。1947年（昭和22年）1月1日、六崎は「横浜オデヲン座」を曙町に新設した。 ⇒ #曙町
1955年（昭和30年）11月に接収が解除された。六崎は先の買い戻し特約の期限が1950年（昭和25年）であったため松竹側と交渉に及んだが、松竹はこれに応じず同館は引き続き松竹が使用し、松竹映画封切館「横浜松竹映画劇場」としてふたたび運営した。1968年（昭和43年）6月、分割工事が行われ、2階以上は松竹東急洋画系の横浜ロキシー映画劇場となった。六崎が起こした松竹への建物買い戻し請求訴訟は1970年（昭和45年）に和解が成立し、これに伴い六崎側が敷地も購入して再開発を行うこととなり、1973年（昭和48年）2月22日をもって閉館した。なお「横浜松竹」の名称は同じ長者町にあった「横浜大映劇場」に引き継がれ、1980年代以降は「横浜松竹」「横浜セントラル」の2スクリーン体制に移行したが、みなとみらいの横浜ワールドポーターズ内にワーナー・マイカル・シネマズみなとみらい（現：イオンシネマみなとみらい）がオープンする等の事情により1999年（平成11年）9月10日をもって閉館している。
ギャラリー
- 1933年（昭和8年）に横浜オデヲン座でも上映したRKO作品『キング・コング』[10]の一場面。写真右側の木の枝の間にいるのが主演のフェイ・レイ。
- 東宝映画が製作し1942年（昭和17年）12月3日に「紅系」で公開された『ハワイ・マレー沖海戦』（監督山本嘉次郎）のポスター。館名リスト左端に「横濱東亜」の文字列が確認出来る。

#### ニューオデオンビルの時代
閉館後、跡地に「ニューオデオンビル」が建設され、その名を残した複合商業施設となった。その後、1985年（昭和60年）7月13日、同ビル9階に映画館「横浜オデヲン座」の名で再開業した。オープン番組は『銀河鉄道の夜』であった。東宝関東興行の経営による東宝洋画チェーンの一館として運営された。復活後の同館はミニシアターの趣が深く、映写方式もスクリーンの裏側から行う特殊な方式であった。観客数の減少に伴い2000年（平成12年）7月7日、『ブランケット&マクレーン』の上映をもって閉館した。
現在、ニューオデオンビルは現存するものの、伊勢佐木町の地盤沈下に伴い当初のテナント（ブティック・宝飾品店等、古書店や模型店「ラッキーサン」等の趣味の店や、横浜ベイスターズ公式グッズショップ「The BaySters」も入居していた。）が次々に撤退。中古専門高級服飾品店が一店舗入居をしているものの、その後は元々近隣で営業していたパチンコ店「くいーぷ」が低層階に入居し、中上層階はインターネットカフェ、個室ビデオ店、ダーツバーが入居しているなど娯楽雑居ビル化しており、当初の「ショッピングビル」の面影はほぼ無くなってしまった。だが、2014年10月31日にピカソドン・キホーテ店が低層階（くいーぷ跡他）に移転した。ただし、また各階がすべて埋まっているわけではなく、空き店舗が多い。

### 曙町
賑町の元来の「オデヲン座」が「オクタゴンシアター」として接収されたため、六崎は、1947年（昭和22年）1月1日、近隣の中区曙町1-3に新たに「横浜オデヲン座」を開設し営業した。二階建てで、定員は592席であった。ロードショー形式の興行であったが、日活が洋画興行に進出し、また横浜東宝会館や横浜ピカデリー劇場が相次いで新設され競争が激化した。
こちらの横浜オデヲン座は1956年（昭和31年）3月7日、新東宝の封切館「横浜新東宝映画劇場」に転身した。洋画館濫立のため、六崎が経営から手を引いた結果であった。六崎の後経営を引き継いだのは新東宝を経営していた大蔵貢で、彼が経営する大蔵映画が閉館まで経営に当たった。新東宝の破綻とほぼ同時期の1961年（昭和36年）に東急文化会館が運営する東急洋画チェーンに加盟して「横浜東急」に改称。「横浜東急」の名称だが経営は引き続き大蔵映画が当たっていた。その東急文化会館が1965年（昭和40年）3月に松竹と提携して「松竹東急チェーン（STチェーン）」を形成すると東急チェーンに加盟していた大蔵系各館は離脱して、成人映画・OPチェーンを形成。当初は「横浜東急」の名称のまま成人映画を上映し、同年5月に「横浜東亜映画劇場」に改称するが、この名称が旧オデヲン座が戦時中に使用していた名称であることを大蔵側が知っていたかどうかは定かではない。結局同館は1979年（昭和54年）4月8日をもって閉鎖され、現在はマンションが立地している。「ぴあ」1979年4月号に掲載された映画館案内では、当時の支配人による閉館の挨拶が掲載されている。
現在、創業者平尾榮太郎の子息・平尾榮美、二代目経営者六崎市之介の子息・六崎彰、ともに横浜開港資料館にオデヲン座に関する資料を寄贈し、資料はいずれも同資料館で閲覧が可能である。

## その他
- 定員1245名（1936年新築当時）
- 名前は古代ギリシャのアテネにおける唱歌練習用公共建築「オーディヲン」に由来したもの。
- トレードマークは女神の顔。（松竹経営時代は松竹マーク。）